# 蛤粉色
蛤粉色是一種顏色，是一種灰色系系的顏色，由於其色可視為非常淡的黃色，因此，也可以分在黃色系，是中国传统的顏色之一，其為蛤粉或蛤蜊殼的粉的顏色。常作為服饰、装饰用品的颜色之用。
蛤粉色非常接近白色，類似於立德粉色，是一種粉末物質的顏色，差別在蛤粉色可以使用RGB顏色系統表示，而立德粉色不行。蛤粉色也可以做為白色的替代。
一般水彩或廣告顏料是以藍色對黃色1:4的比例來配出蛤粉色，而在電腦或顯示器上則以RGB為(253,255,244)來顯示出蛤粉色。